# هانس ویلسدروف
هانس ویلسدروف (انگلیسی: Hans Wilsdorf; ۲۲ مارس ۱۸۸۱ – ۶ ژوئیهٔ ۱۹۶۰) ساعت‌ساز، کارآفرین، بازرگان و مدیر ارشد اجرایی آلمانی است، که در سال ۱۹۰۵ شرکت رولکس را تأسیس نمود.

## سال‌های آغازین عمر
هانس ویلسدورف از والدین پروتستان، آنا و یوهان دانیل فردیناند ویلسدورف در کولباخ آلمان متولد شد و فرزند دوم خانواده سه فرزنده بود.